# Brevicornu sericoma
Brevicornu sericoma är en tvåvingeart som först beskrevs av Johann Wilhelm Meigen 1830.  Brevicornu sericoma ingår i släktet Brevicornu och familjen svampmyggor. Arten är reproducerande i Sverige. Inga underarter finns listade i Catalogue of Life.